# Borika (Rogatica)
Pour les articles homonymes, voir Borika.
Borika (en serbe cyrillique : Борика) est un village de Bosnie-Herzégovine. Il est situé dans la municipalité de Rogatica et dans la république serbe de Bosnie. Selon les premiers résultats du recensement bosnien de 2013, il compte 140 habitants.

## Démographie

### Évolution historique de la population dans la localité
| 1948 | 1953 | 1961 | 1971 | 1981 | 1991 | 2013 |
| ---- | ---- | ---- | ---- | ---- | ---- | ---- |
| -    | -    | 378  | 244  | 261  | 244  | 140  |

|  |

### Communauté locale
En 1991, la communauté locale de Borika comptait 1 856 habitants, répartis de la manière suivante :